# Акопян, Гарий Алексеевич
Гарий Алексеевич Акопян (26 июля 1968 года, г. Тбилиси, Грузинская ССР) — советский профессиональный боксер. Победитель множества юношеских соревнаваний, первенств среди молодежи, международных турниров, бронзовый призёр чемпионата СССР по боксу 1988 и чемпионата СССР по боксу 1987 годов. Мастер спорта СССР международного класса.

## Биография
Родился 26 июля 1968 г. в г. Тбилиси. В 1972 г. родители переехали в Краснодар. По рекомендации мастера спорта СССР Валерия Камаляна, родного дяди, в 1975 г. стал посещать занятия по боксу в ДЮСШ «Трудовые резервы». Первый тренер — Александр Николаевич Кульчицкий. В разные годы тренировался у В. М. Киркорова и В. Г. Киркорова. В 1993 г. окончил Краснодарский государственный институт физической культуры. Стал первым кубанским боксёром, завоевавшим первенство Европы среди юниоров. Позднее стал двукратным призёром чемпионата СССР. Позже, 28 июля 1990 года, провёл свой первый бой на профессиональном ринге против Сергея Гуревича, где Гарий одержал победу по очкам.

## Спортивные результаты
- Победитель Спартакиады РСФСР среди юношей (Липецк, 1985 г.)
- Победитель первенства СССР среди молодежи (Кутаиси, 1986 г.)
- Победитель первенства Европы среди молодежи (Копенгаген, 1986 г.)
- Победитель международного турнира (Нови Сад, 1986 г.)
- Бронзовый призёр чемпионата СССР (Каунас, 1987 г.)[5]
- Победитель международного турнира (Болгария, 1987 г.)
- Победитель международного турнира (Югославия, 1987 г.)
- Бронзовый призёр чемпионата СССР (Ташкент, 1988 г.)[6]

## Другое

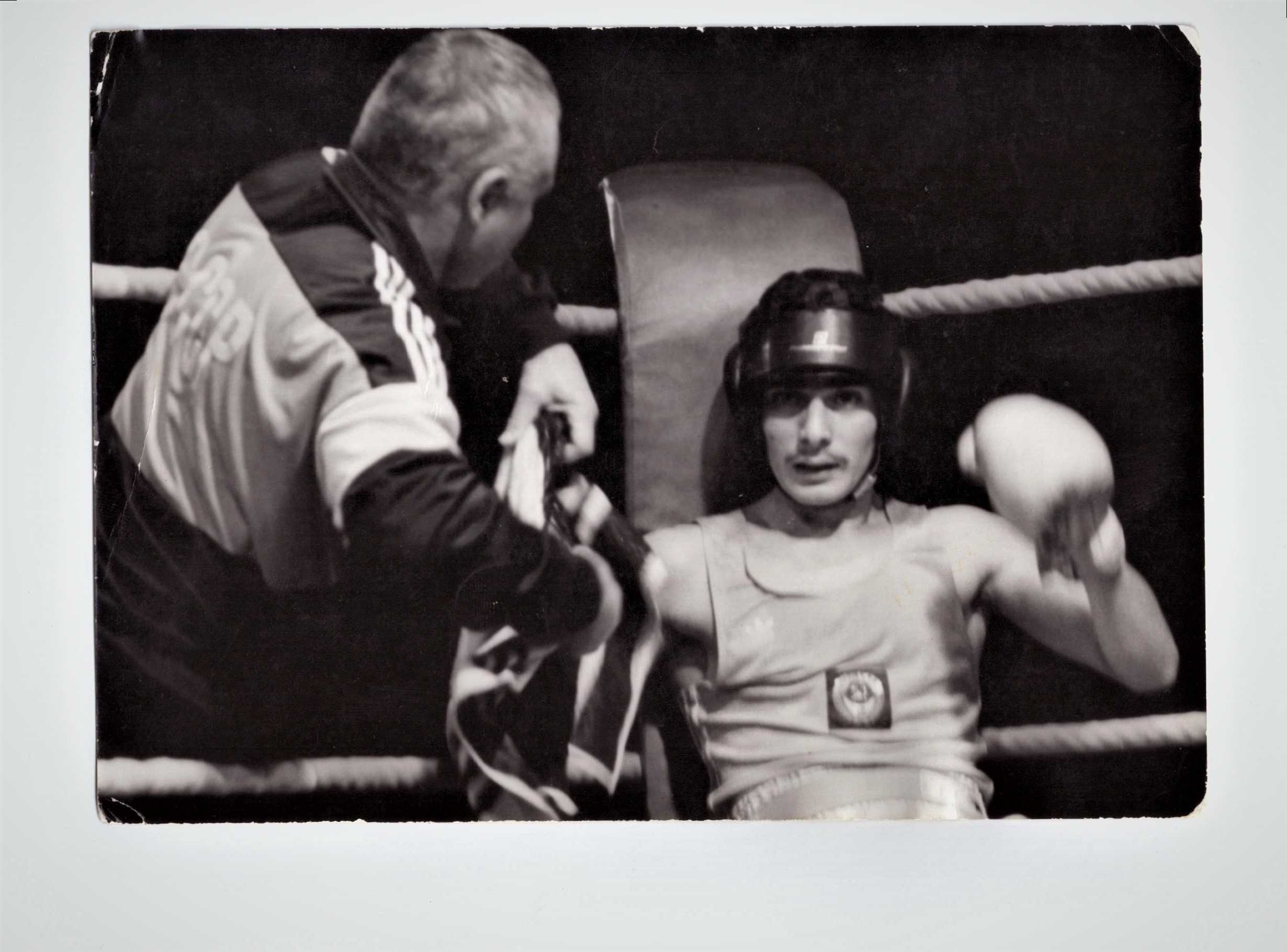
Перерыв между раундами

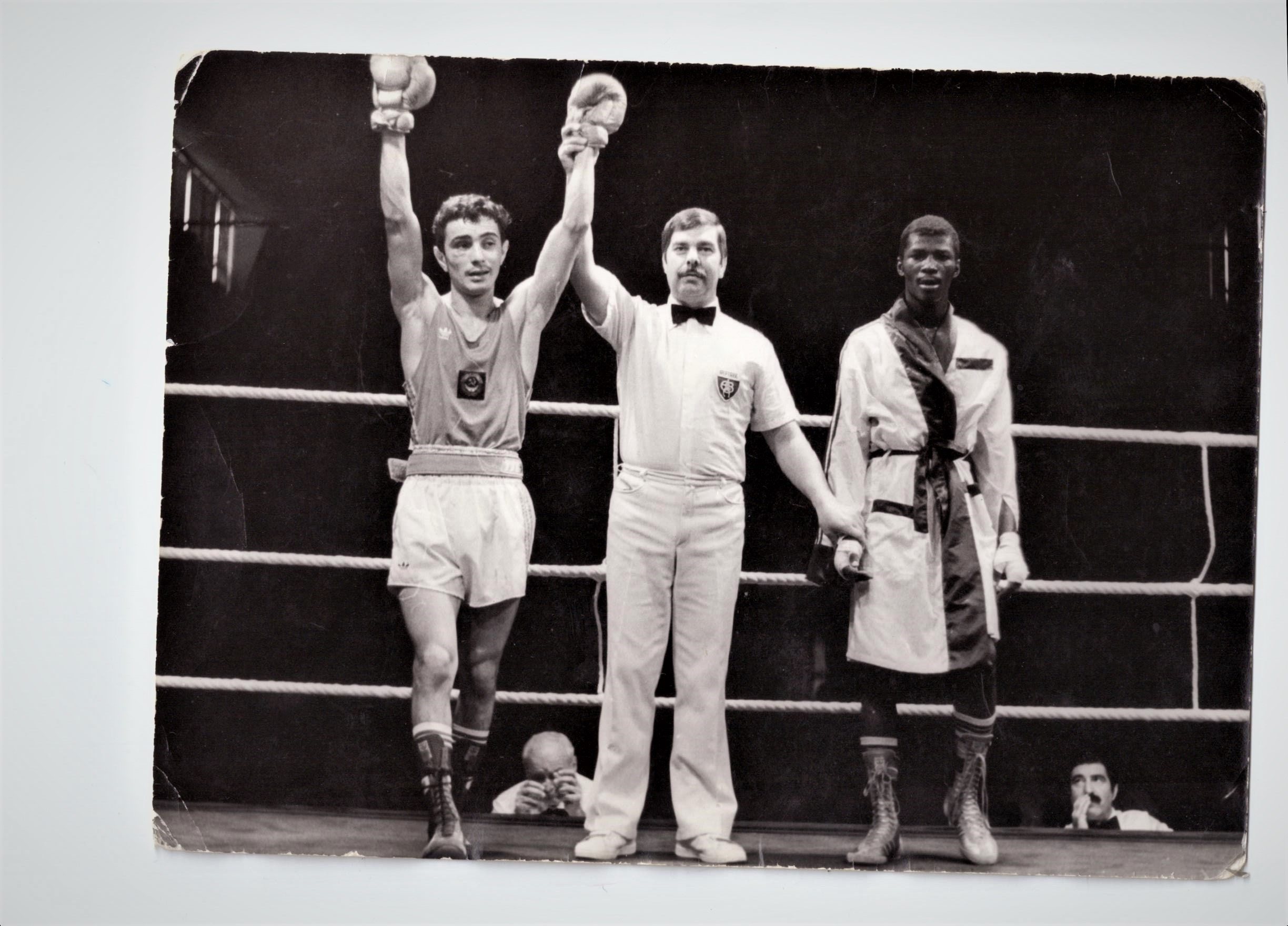
Победа Гария Акопяна над кубинским боксером

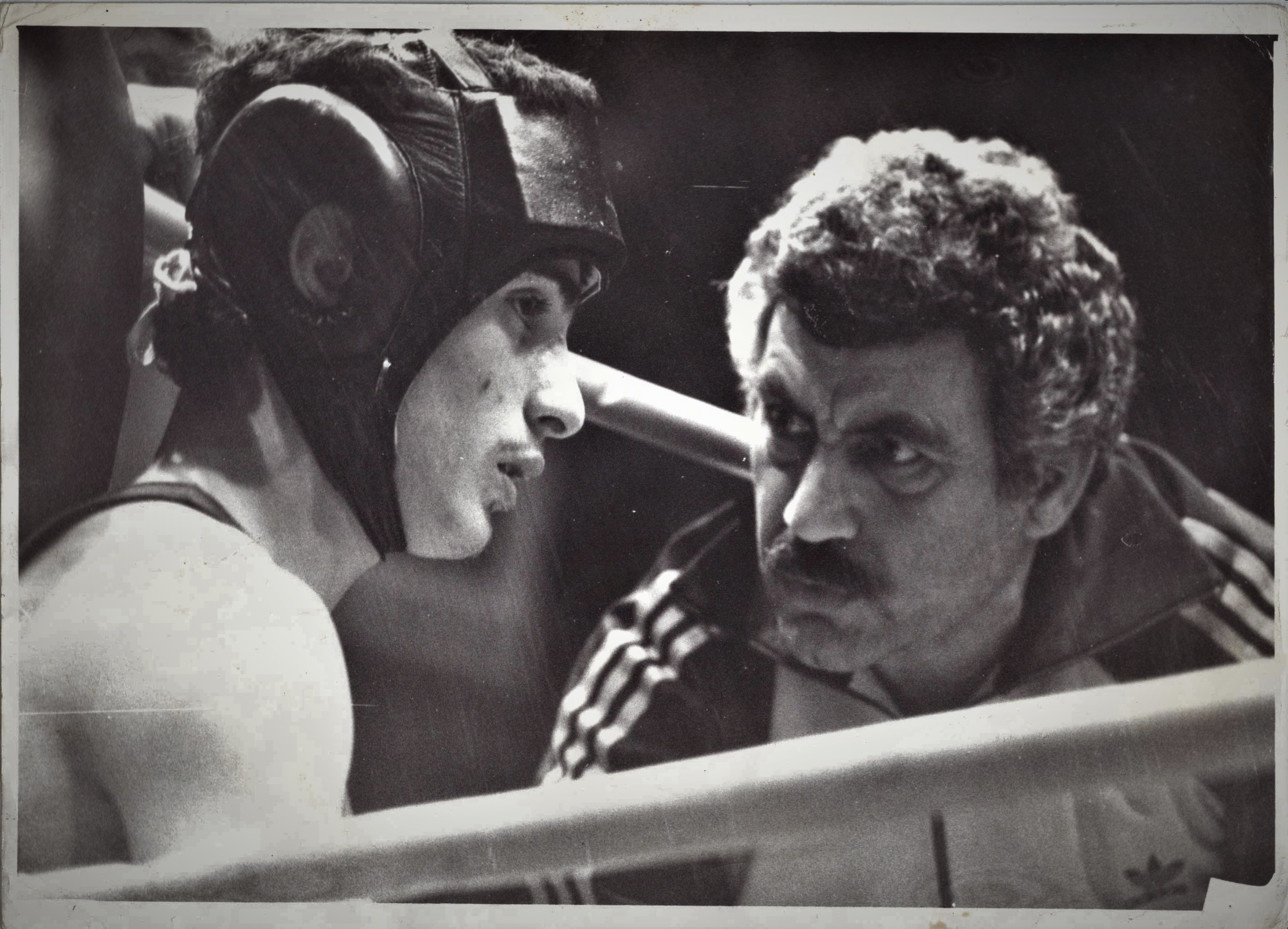
В.М. Киркоров даёт установку на раунд Гарию Акопяну

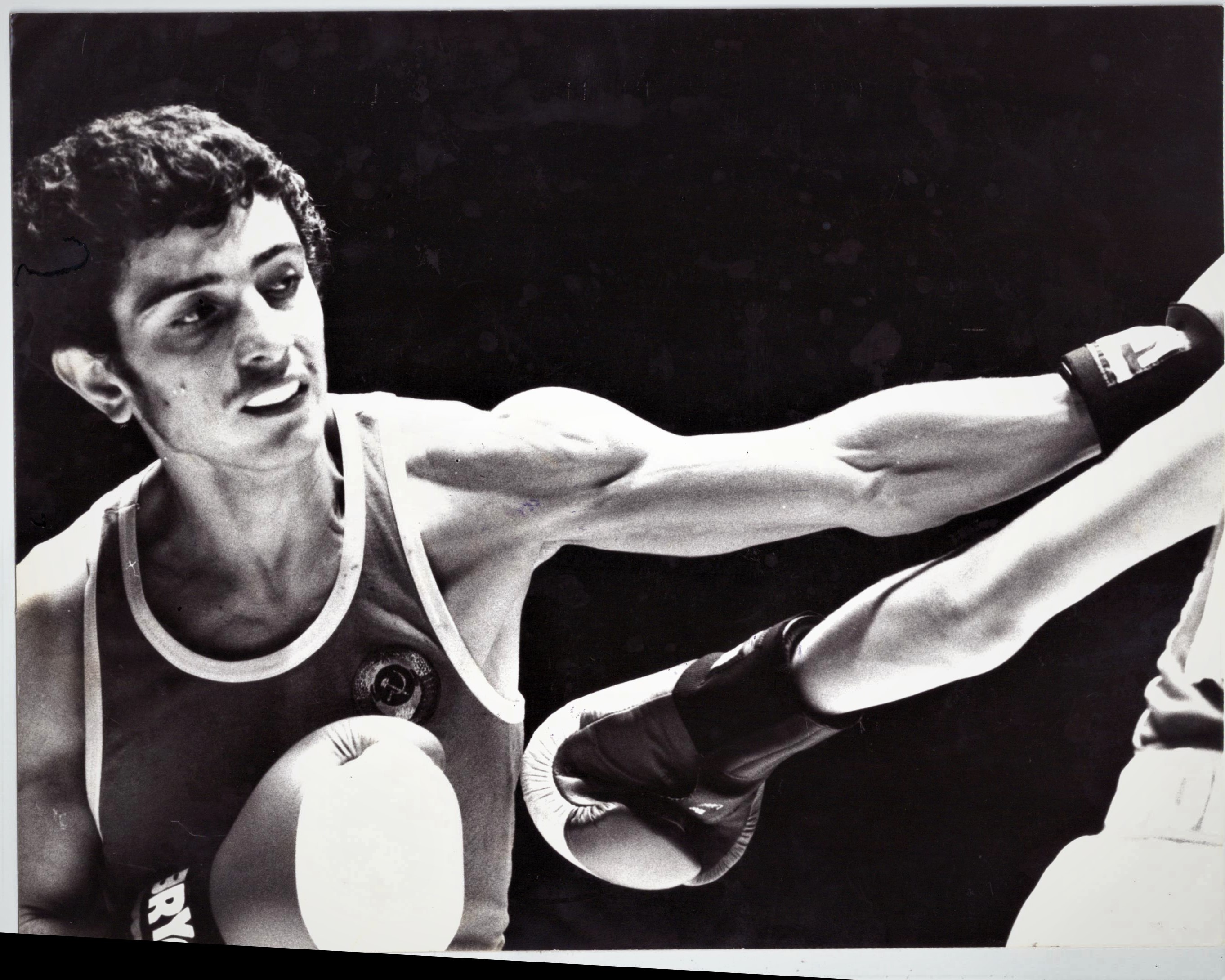
Исполнение контратакующего действие советским боксером Гарием Акопяном

В большинстве источников Гарий ошибочно упоминается как Гарри, Гари, Гарик.

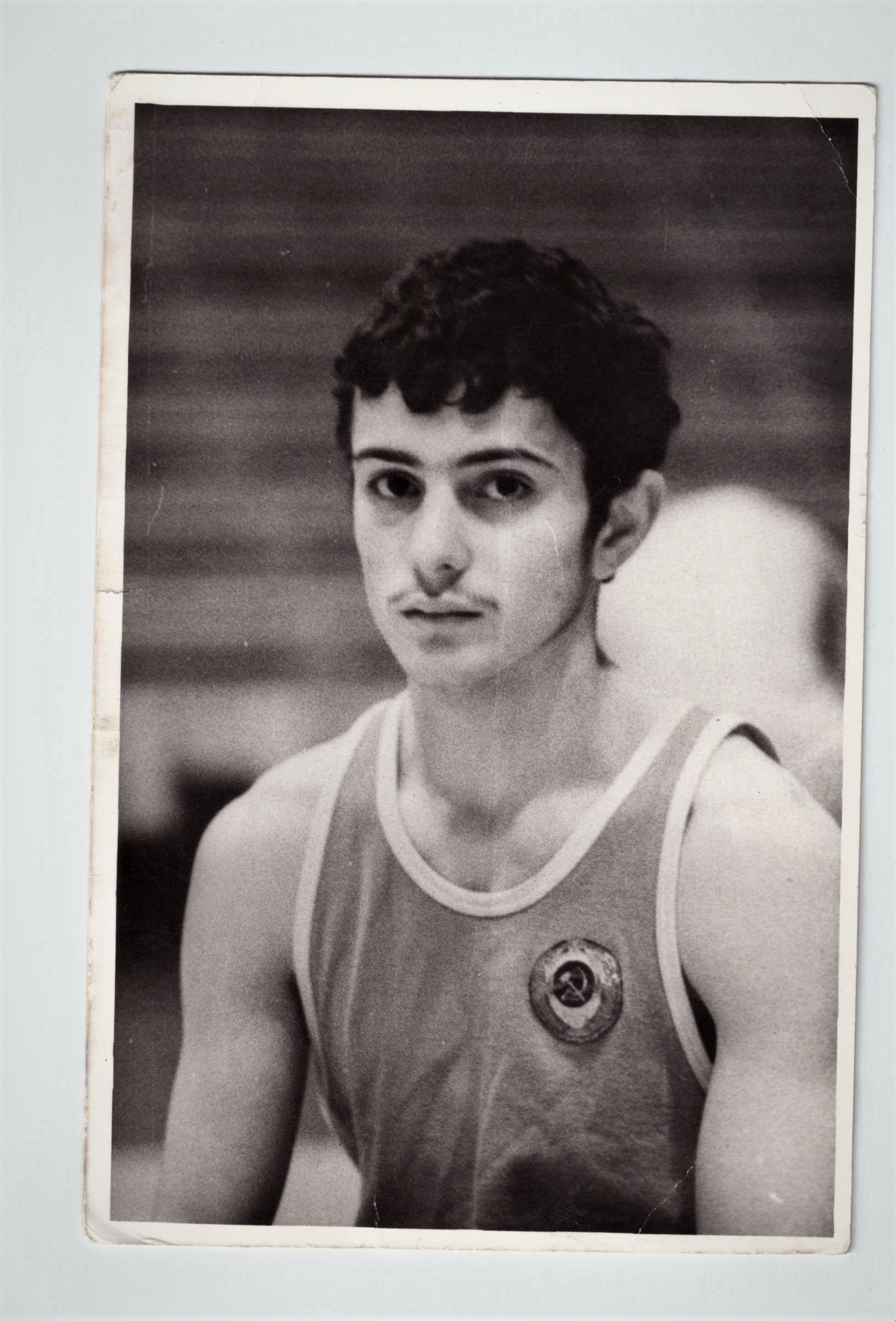
Портретная фотография советского боксера Гария Акопяна

## Литературные произведения по алфавиту
В.А. Макаров. Глава 8 // Кубанский бокс в лицах. — Книга, 2018. — С. 321. — 600 с.